# Eugene Liebert
Eugene R. Liebert (* 16. November 1866 in Berlin als Eugen Theodor Rudolph Liebert; † 27. April 1945 in Milwaukee) war ein US-amerikanischer Architekt deutscher Abstammung.

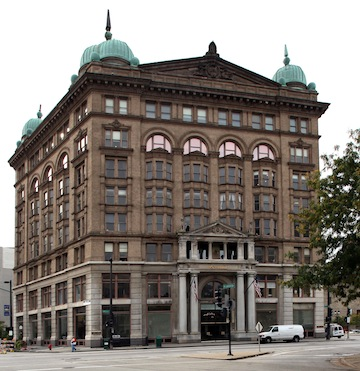
Germania Building in Milwaukee

Liebert kam 1883 nach Milwaukee und arbeitete zunächst in der Gerberei Trostel & Gallun und ab 1884 als Bauzeichner für den Architekten H. C. Koch. Von 1887 an arbeitete er als Zeichner mit Herman Schnetzky und wurde 1892 Partner von „Schnetsky and Liebert“, bevor er sich 1897 selbständig machte.
Liebert war vor allem für deutsche Immigranten in Milwaukee und Wisconsin tätig. 37 der 44 von ihm erbauten Privathäuser wurden für deutschstämmige Familien erbaut. Zu den bemerkenswerten Bauten in Kooperation mit Schnetzky gehören die St. Michaels Church (1892) und das Germania Building (1896), die heute Landmarken von Milwaukee sind. Gleiches gilt auch für das Harnischfeger House, das Liebert 1905 im Neorenaissancestil für den Unternehmer Henry Harnischfeger errichtete.
Liebert starb 1945 in dem von ihm selbst entworfenen, 1887 gebauten Haus (1948 North Holton Street).